# Narkomtiajprom

Le Narkomtiajprom fut un concours architectural de 1934 pour le Commissariat du peuple à l'industrie lourde (NKTP), prévu d'être construit sur la place Rouge à Moscou. Ce concours a vu les grandes figures soviétiques de l'époque comme Ivan Leonidov, Constantin Melnikov, les frères Vesnine ou Ivan Fomine y répondre.

## Le site
Le NKTP devait s'ériger sur le site historique de Kitaï-gorod, un terrain directement au nord-est de la place Rouge. La place devait être élargie (en prenant sur l'emprise du Goum) et une partie de Zaryadye. Le musée historique d'État, la cathédrale Notre-Dame-de-Kazan et le musée Lénine (mairie de Moscou) devaient être démolis. Le bâtiment, à cheval de 400 mètres sur la place, devait avoir sa façade nord sur la place Teatralnaïa (à l'époque place Sverdlov), sa façade sud sur la Moskova, face à l'île Baltchoug.
Le bâtiment devait occuper une surface au sol de 40 000 m² dégageant 110 000 m² de bureaux (à comparer à l'Empire State Building, son contemporain, occupant une surface de 8 100 m² pour 200 000 m² de bureaux).

## Les propositions
Les réponses au concours se distinguent clairement entre d'une part un style classique (incluant le style postconstructiviste), et de l'autre l'avant-garde. Au total, 120 projets concoururent. Certains avaient peu d'intérêt, parfois même ils étaient juste là pour gonfler la liste. Le plus curieux de ce type est peut-être celui de F. Kariakine (façade sur la place Rouge, plan), se contentant de reproduire pas moins de six répliques à l'échelle 1/2 du gratte-ciel du palais des Soviets de Boris Iofane. Des concepts plus sérieux furent dessinés par les vieux architectes de la vieille école et leurs jeunes émules (la « promotion 1929 »).

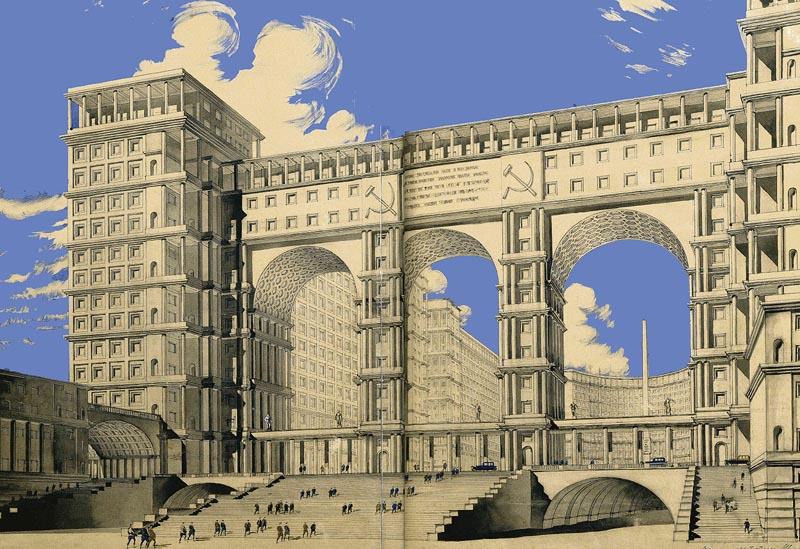
Ivan Fomine, P.V. Abrosimov, M.A. Minkus. C'est le plus « court », façade nord.

Ivan Fomine limita son édifice à 12 étages (24 pour les deux tours faisant face au mausolée de Lénine) pour correspondre aux limites techniques de l'époque. Le projet d'Ivan Léonidov, étonnamment moderne encore aujourd'hui, consistant en trois minces gratte-ciel, outrepassait ces limites. Alexandre Vesnine et Viktor Vesnine, les aînés des constructivistes, proposèrent plusieurs projets :

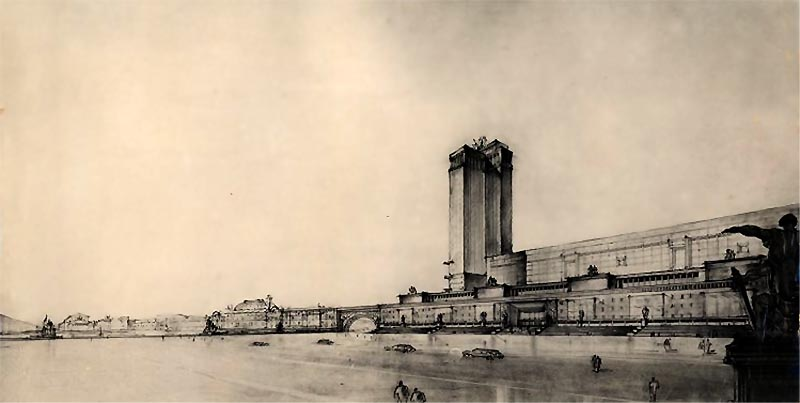
Panteleimon Golossov, vue nord depuis Saint-Basile

Viktor Vesnine devint en 1934 l'architecte en chef du Narkomtiajprom (Ministère de l'industrie lourde) ; Alexandre Vesnine et Moisei Ginzbourg ont aussi travaillé avec cette institution durant les années 1930.

## Réalité ou fantasme
Il n'est toujours pas certain que l'État (ou Staline) avait réellement l'intention de bâtir ce projet. Dès 1934 des études de faisabilité pour le palais des Soviets ont souligné le défaut de technologies qui mettrait de longues années avant d'être comblé ; la construction de gratte-ciel en 1934 était inenvisageable. Le prix de la relocalisation de nombreux bureaux gouvernementaux de Kitai-gorod aurait été lui aussi onéreux. Des théories actuelles spéculent que 
- soit le concours était juste un moyen supplémentaire de diffusion de l'architecture stalinienne
- soit une manigance pour démarquer les architectes loyaux néoclassiques des partisans d'une avant-garde entêtée, et être en mesure de les écarter plus tard.

Le plan d'urbanisme de Moscou de 1935 (Генплан 1935) changea le projet, invalidant de fait les réponses au concours. Il était toujours prévu d'élargir la place, comme lors du concours de 1934, mais le site du Narkomtiajprom était réduit au seul Zaryadye (soit 1/3 de la surface originale). Des constructions commencèrent en 1947, soit l'Immeuble Zaryadye, l'un des gratte-ciel staliniens, et furent annulées encore au début des années 1950. Le site resta vacant pendant une décennie. L'hôtel Rossiya fut achevé en 1967, puis démoli en 2006-2007.